# Håkan Loob
Per Håkan Loob, född 3 juli 1960 i Slite (Othems församling), Gotlands län, är en svensk före detta professionell ishockeyspelare, och var mellan 2008 och 2017 sportchef och VD i Färjestad BK. Håkan Loob är en av Sveriges mest framgångsrika ishockeyspelare genom tiderna och har som ende svensk gjort 50 mål i NHL under en och samma säsong. Han gjorde 50 mål för Calgary Flames i NHL säsongen 1987–88. Vann Stanley Cup säsongen 1988-89 Med Calgary Flames. Han har även rekordet för flest mål och poäng under en säsong i Elitserien från säsongen 1982–83 då han gjorde 42 mål, 34 assists och 76 poäng på 36 matcher i grundserien. Med 305 mål på totalt 461 matcher innehar han även rekordet över flest gjorda mål totalt i Elitserien och ligger med 566 poäng på femte plats i listan över flest gjorda poäng. För närvarande (per april 2025) är Loob verksam som expert i hockeysändningar på Sveriges Television.

## Biografi
Håkan Loob är uppväxt i samhället Slite på Gotland. Hans far var född i Estland och loob betyder skapare på estniska. Han började spela ishockey i femårsåldern på en konstfrusen bana i närheten av barndomshemmet. Fram till 15-årsåldern höll han även på med bordtennis, tennis, handboll, fotboll och segling. Loob debuterade som seniorishockeyspelare endast 15 år gammal i det lokala laget IK Graip, då i Division 2. Under gymnasiet beslöt Loob sig för att satsa på ishockeyn när han flyttade till Karlskrona och spelade i näst högsta serien. I sista ring hoppade han av gymnasiet. År 1979, knappt 19 år gammal, värvades han till Färjestad och blev kvar i laget. Hans första stora ishockeyvinst var när han med Färjestads BK bärgade SM-guldet 1981.
Efter sex säsonger i NHL med Calgary Flames flyttade han tillbaka till Sverige och Färjestad. Loob hade under tiden i Kanada bestämt sig i förväg vilket år som skulle bli hans sista. Likaså med Elitserien. Den 26 mars 1996 gjorde Loob sin sista Färjestadmatch. Hans tröjnummer 5 i Färjestad BK är upphängt i taket i Löfbergs Arena, vilket betyder att ingen får använda det i klubben i framtiden. Redan innan Loobs aktiva karriär var över började han arbeta parallellt på klubbens marknadsavdelning och när han lade av som spelare 1996 blev han sportchef i Färjestad. Detta var han fram till och med 2008 då han efterträddes på posten av den gamle radarkompisen Thomas Rundqvist. Sedan 2008 är han klubbdirektör i samma förening. Under hans tid som sportchef, inför säsongen 1996–97, blev laget Sveriges första helprofessionella ishockeyklubb.
Håkan Loob har vunnit nästan allt som går att vinna inom ishockeyn, SM-guld 1981 med Färjestad BK, VM-guld 1987 och 1991, OS-guld 1994 och Stanley Cup 1989 med Calgary Flames. Det enda han saknar är ett Canada Cup-guld. Han fick, liksom sina lagkamrater, en kopia av Svenska Dagbladets guldmedalj 1987 för VM-guldet. Han har även fått Guldpucken som årets lirare i svensk ishockey säsongen 1982–83 och Guldhjälmen som Elitseriens mest värdefulle spelare säsongerna 1990–91 och 1991–92. Loob blev i samband med Sveriges OS-guld 1994 tillsammans med Tomas Jonsson och Mats Näslund medlem i trippelguldklubben då han har vunnit både OS-guld, VM-guld och Stanley Cup. År 2009 utsågs han till Århundradets idrottsman på Gotland vid Gotlands Idrottsförbunds 100-årsjubileumsgala. I februari 2012 blev Håkan Loob inröstad i Svensk ishockeys Hall of Fame.
Loob var en av deltagarna i Mästarnas mästare 2012.
I januari 2017 meddelades att han slutar som Färjestads BK:s sportchef efter säsongen 2016–2017.
Håkan Loob är far till Niclas Loob och bror till Peter Loob, som båda två också har varit ishockeyspelare.

## Klubbar i karriären
- IK Graip 1975–1976
- Roma IF 1976–1977
- Karlskrona IK 1977–1979
- Färjestad BK 1979–1983
- Calgary Flames 1983–1989
- Färjestad BK 1989–1996

## Statistik

### Klubbkarriär
| 1977–78           | Karlskrona IK     | Division I        | 25  | 15  | 4   | 19  | 37  | —  | —  | —  | —  | —  |
|                   |                   | Kval              | 5   | 3   | 2   | 5   | 0   | —  | —  | —  | —  | —  |
| 1978–79           | Karlskrona IK     | Division I        | 23  | 23  | 9   | 32  | 8   | —  | —  | —  | —  | —  |
| 1979–80           | Färjestad BK      | Elitserien        | 36  | 15  | 4   | 19  | 20  | —  | —  | —  | —  | —  |
| 1980–81           | Färjestad BK      | Elitserien        | 36  | 23  | 6   | 29  | 16  | 7  | 5  | 3  | 8  | 6  |
| 1981–82           | Färjestad BK      | Elitserien        | 36  | 26  | 15  | 41  | 28  | 2  | 1  | 0  | 1  | 0  |
| 1982–83           | Färjestad BK      | Elitserien        | 36  | 42  | 34  | 76  | 26  | 8  | 10 | 4  | 14 | 6  |
| 1983–84           | Calgary Flames    | NHL               | 77  | 30  | 25  | 55  | 22  | 11 | 2  | 3  | 5  | 2  |
| 1984–85           | Calgary Flames    | NHL               | 78  | 37  | 35  | 72  | 14  | 4  | 3  | 3  | 6  | 0  |
| 1985–86           | Calgary Flames    | NHL               | 68  | 31  | 36  | 67  | 36  | 22 | 4  | 10 | 14 | 6  |
| 1986–87           | Calgary Flames    | NHL               | 68  | 18  | 26  | 44  | 26  | 5  | 1  | 2  | 3  | 0  |
| 1987–88           | Calgary Flames    | NHL               | 80  | 50  | 56  | 106 | 47  | 9  | 8  | 1  | 9  | 4  |
| 1988–89           | Calgary Flames    | NHL               | 79  | 27  | 58  | 85  | 44  | 22 | 8  | 9  | 17 | 4  |
| 1989–90           | Färjestad BK      | Elitserien        | 40  | 22  | 31  | 53  | 24  | 10 | 9  | 5  | 14 | 2  |
| 1990–91           | Färjestad BK      | Elitserien        | 40  | 33  | 25  | 58  | 16  | 8  | 6  | 4  | 10 | 8  |
| 1991–92           | Färjestad BK      | Elitserien        | 40  | 37  | 29  | 66  | 14  | 6  | 2  | 2  | 4  | 2  |
| 1992–93           | Färjestad BK      | Elitserien        | 40  | 25  | 26  | 51  | 28  | 3  | 4  | 1  | 5  | 0  |
| 1993–94           | Färjestad BK      | Elitserien        | 22  | 9   | 11  | 20  | 12  | —  | —  | —  | —  | —  |
| 1994–95           | Färjestad BK      | Elitserien        | 39  | 13  | 25  | 38  | 58  | 4  | 2  | 0  | 2  | 2  |
| 1995–96           | Färjestad BK      | Elitserien        | 40  | 17  | 32  | 49  | 62  | 8  | 4  | 4  | 8  | 2  |
| Elitserien totalt | Elitserien totalt | Elitserien totalt | 405 | 262 | 238 | 501 | 304 | 56 | 43 | 23 | 65 | 28 |
| NHL totalt        | NHL totalt        | NHL totalt        | 450 | 193 | 236 | 429 | 189 | 73 | 26 | 28 | 54 | 16 |

### Internationellt
| År            | Lag           | Turnering     |    | Matcher | Mål | Assist | Poäng | Utv |
| ------------- | ------------- | ------------- | -- | ------- | --- | ------ | ----- | --- |
| 1978          | Sverige       | U18 JEM       | 5  | 3       | 1   | 4      | 2     |     |
| 1979          | Sverige       | JVM           | 6  | 0       | 2   | 2      | 0     |     |
| 1980          | Sverige       | JVM           | 5  | 7       | 2   | 9      | 2     |     |
| 1982          | Sverige       | VM            | 8  | 3       | 1   | 4      | 6     |     |
| 1984          | Sverige       | CC            | 8  | 6       | 4   | 10     | 2     |     |
| 1987          | Sverige       | VM            | 8  | 5       | 4   | 9      | 4     |     |
| 1990          | Sverige       | VM            | 10 | 4       | 7   | 11     | 10    |     |
| 1991          | Sverige       | VM            | 10 | 2       | 7   | 9      | 6     |     |
| 1992          | Sverige       | OS            | 8  | 4       | 4   | 8      | 0     |     |
| 1994          | Sverige       | OS            | 8  | 4       | 5   | 9      | 2     |     |
| Junior totalt | Junior totalt | Junior totalt | 16 | 10      | 5   | 15     | 4     |     |
| Senior totalt | Senior totalt | Senior totalt | 60 | 28      | 32  | 60     | 30    |     |